# Kirsten Færch
Kirsten Færch (født Skak Olufsen; 18. juni 1929 i Holstebro, død 5. juli 2013) var en dansk rektor, søster til Peter Skak Olufsen.
Hun var datter af Aksel Olufsen og gift (12. juli 1951) med Jørgen Færch. Dermed var hun knyttet til erhvervsdynastierne bag Bang & Olufsen og R. Færchs Fabrikker. Kirsten Færch var formand for Færchfonden, som hun i 1984 stiftede sammen med sin mand. Fonden er både en familiefond, som ejer anparter i Færch Holding, og en filantropisk fond.
Hun blev uddannet ergoterapeut i 1951 og var dernæst ledende ergoterapeut på Holstebro Sygehus og Bispebjerg Hospital. Fra 1971 til 1996 var hun rektor for Skolen for Ergoterapeuter i Holstebro. Hun har udgivet sine erindringer.
To gange var hun leder i Det Danske Spejderkorps og var i 1990 medinitiativtager til Struer Kommunes Kulturcenter. 1982-2002 var Færch formand for Friluftsrådets bestyrelse i Ringkøbing Amt. 31. maj 1996 blev hun Ridder af Dannebrog.
I 2011 blev hun malet af Mikael Melbye.